# أكسل باخمان
أكسل باخمان Axel Bachmann Schiavo (ولد في 4 نوفمبر 1989 في سيوداد ديل إستي) لاعب شطرنج بارغواياني يحمل لقب أستاذ كبير.
- فاز ببطولة الشطرنج الأيبيروأمريكية الخامسة في عام 2014 في ليناريس في خايين في إسبانيا.
- بلغ تصنيف إيلو خاصته 2624 نقطة في يناير 2018.
- حقق انتصارات في عدة دورات منها : بطولة بان أمريكان تحت 16 سنة في 2005، ماجسترال ميكوسور 2007، مهرجان روشفورت الدولي للشطرنج في 2014، كابل لا غراند المفتوحة عام 2014، مهرجان لاشي الدولي للشطرنج 2014، غولدن ساندس المفتوحة عام 2014، بطولة العالم المفتوحة 2015، ماجسترال سيوداد دي برشلونة 2015.
- لعب باسم باراغواي في العديد من أولمبيادات الشطرنج.

## وصلات خارجية
- أكسل باخمان على موقع الاتحاد الدولي للشطرنج (الإنجليزية)
- أكسل باخمان على موقع مباريات الشطرنج (الإنجليزية)
- أكسل باخمان على موقع 365Chess.com (الإنجليزية)
- أكسل باخمان على موقع Chesstempo.com (الإنجليزية)
- أكسل باخمان على موقع الاتحاد الأمريكي للشطرنج (الإنجليزية)
- أكسل باخمان سجل أولمبياد الشطرنج على موقع OlimpBase.org (الإنجليزية)